# Jupp Arents
Joseph Arents, dit Jupp Arents (né le 16 mars 1912 à Cologne et mort le 24 décembre 1984 à Arnsberg) est un coureur cycliste allemand. Actif durant les années 1930 et 1940, il a notamment été champion d'Allemagne sur route chez les amateurs en 1933 et chez les professionnels en 1938. Il a participé au Tour de France avec l'équipe d'Allemagne en 1936 et 1938.

## Palmarès
- 1933
  -  Champion d'Allemagne sur route amateurs
- 1935
  - Tour du Harz (de)
- 1936
  - Tour du Harz (de)
- 1937
  - 3e du Tour de la Hainleite
  - 3e du Tour de Cologne
- 1938
  -  Champion d'Allemagne sur route

## Résultats sur les grands tours

### Tour de France
2 participations
- 1936 : non partant (5e étape)
- 1938 : 45e